# تمرد على السفينة باونتي (فلم 1935)
تمرد على السفينة باونتي (بالإنجليزية: Mutiny on the Bounty) هو فيلم تم إنتاجه في الولايات المتحدة وصدر في سنة 1935. الفيلم من إخراج فرانك ليود.

## بطولة
- تشارلز لوتون
- كلارك غيبل

## القصة
القصة تدور حول تمرد حدث على ظهر السفينة باونتي التابعة إلى البحرية الملكية البريطانية في 28 أبريل 1789، وتناولته الكثير من الكتب، الأفلام والأغاني الشعبية. استولى المتمردون بقيادة فلتشر كريستيان على الباخرة بقيادة الكابتن وليم بلاي في المحيط الهادئ الجنوبي. ولقد ألقي الكابتن بلاي و18 ملاحًا من غير المتمردين خارج الباخرة في مركب صغير.

### ترشيحات وجوائز
| السنة | الحدث  | الفئة     | النتيجة  |
| ----- | ------ | --------- | -------- |
| 1933  | أوسكار | أفضل فيلم | فـــــوز |

## الميزانية والإيرادات
بلغت تكلفة إنتاج الفيلم حوالي 1.95 مليون دولار بينما حقق أرباحا تقدر بـ 4,500,000 دولار.

## وصلات خارجية
- مقالات تستعمل روابط فنية بلا صلة مع ويكي بيانات